# کاژیمیش لاسکوسکی
کاژیمیش لاسکوسکی (لهستانی: Kazimierz Laskowski؛ ‏ تلفظ لهستانی: [kaˈʑimjɛʂ]؛ ‏ ۷ نوامبر ۱۸۹۹ – ۲۰ اکتبر ۱۹۶۱) ورزشکار بوکس اهل لهستان بود.
وی همچنین برندهٔ جوایزی همچون صلیب دلاوری (لهستان) شده‌است.
وی در مسابقات کشوری و بین‌المللی در مجموع برندهٔ ۱ مدال برنز شده‌است.